# Luzonia
Luzonia es un género monotípico de plantas con flores  perteneciente a la familia Fabaceae. Su única especie es:  Luzonia purpurea Elmer.